# Torcy-et-Pouligny
Torcy-et-Pouligny település Franciaországban, Côte-d’Or megyében. Lakosainak száma 207 fő (2022. január 1.). Torcy-et-Pouligny Jeux-lès-Bard, Bard-lès-Époisses, Corrombles, Époisses, Forléans, Genay és Vic-de-Chassenay községekkel határos.

## Népesség
A település népessége az elmúlt években az alábbi módon változott:
| Lakosok száma | 193  | 161  | 190  | 158  | 190  | 196  | 204  | 215  | 217  | 207  |
|               | 1968 | 1982 | 1990 | 2006 | 2013 | 2015 | 2017 | 2019 | 2020 | 2022 |